# ساموئل اونترمیر
ساموئل اونترمیر (انگلیسی: Samuel Untermyer؛ ۶ مارس ۱۸۵۸ – ۱۶ مارس ۱۹۴۰) یک حقوق‌دان اهل ایالات متحده آمریکا، رهبر اجتماعی و یک میلیونر بود. او در لینچبرگ ویرجینیا به دنیا آمد ولیکن بعد از مرگ پدرش به همراه خانواده اش به نیویورک رفت. بعد از اینکه به وکالت پذیرفته شد طرفدار کنترل بورس، مالکیت دولت بر راه آهنها و بسیاری برنامه‌های دیگر گردید. او عضو حزب دموکرات آمریکا بود. اونترمیر در فعالیتهای صهیونیستی نیز به شدت فعال بود و نقش مهمی در فعالیت جنبش صهیونیسم در آمریکا داشت.

## زندگینامه
اونترمیر در لینچبرگ ویرجینیا به دنیا آمد. والدین او یهودیان آلمانی بودند که از منطقه باواریای آلمان به ایالات متحده مهاجرت کرده بودند. پدر او که یک سرهنگ ارتش بود در سال ۱۸۶۶ درگذشت و خانواده او به نیویورک رفتند. در سال ۱۸۸۰ با مینی کارل ازدواج کرد. ثمره این ازدواج سه فرزند بود. اونترمیر در سال ۱۹۴۰ در کالیفرنیا درگذشت.

## مبارزه با یهودستیزی
اونترمیر به شدت با یهودستیزی در آمریکا مقابله می‌کرد. او شکایتی از هنری فورد مؤسس کارخانه فورد به خاطر چاپ کردن کتاب پروتکل بزرگان صهیون در آمریکا تهیه کرد. در اثر فشارهای او نشریه دیربورن ایندپندنت قبول کرد که تمامی نسخه‌های کتاب یهودی بین‌المللی را نابود کرده و از مردم عذرخواهی کند. در زمان روی کار آمدن حکومت آدولف هیتلر در آلمان اونترمیر نقش مهمی در تحریم کالاهای آلمانی در ایالات متحده داشت. اونترمیر یک جنگ مقدس در ایالات متحده علیه آلمان ایجاد کرد.

## کمک به مهاجرت یهودیان
اونترمیر از خیریه‌های یهودی حمایت مالی می‌کرد. او چندین سال رئیس صندوق فلسطین بود که به یهودیانی که به سرزمین فلسطین می‌رفتند کمک مالی می‌کرد.